# André George
André George, né le 31 juillet 1890 à Blida en Algérie et mort le 21 janvier 1978 à Gargas, est un homme de lettres, écrivain scientifique et critique musical français.

## Biographie
André George est né à Blida (Algérie) le 31 juillet 1890, de Gaston George, inspecteur des finances des domaines et de  Berthe Constant-François. Il a épousé en 1937 Paule d'Izarny-Gargas, veuve de Pierre Idrac (1885-1935).
André George est titulaire d'une licence ès lettres, d'un doctorat ès sciences juridiques et d'un diplôme des sciences politiques.
Commandant de réserve de l'Armée de l'air. Officier de la Légion d'honneur(à titre militaire). Croix de guerre (3 citations). Officier des Arts et Lettres. Grand prix Broquette-Gonin de l'Académie française (1962). Prix Binoux de l'Académie des sciences (1969).
Président honoraire de la Société scientifique de Bruxelles. Membre du Comité du langage scientifique à l'Académie des sciences, du Comité de rédaction des Nouvelles Littéraires (1945 - 1971). Membre de la Société des gens de lettres et de l'Union catholique des scientifiques français.
De 1929 jusqu'à la guerre de 1939, André George écrivit dans diverses revues, entre autres à Vie intellectuelle, tandis que dès 1924, il tenait la critique musicale des Nouvelles Littéraires où il deviendra en 1945 directeur de la page scientifique. En 1937, il avait fondé deux collections chez l'éditeur Albin Michel, "Sciences d'aujourd'hui" et "Les Savants et le monde", qu'il dirigea jusqu'à sa mort. À partir de 1947, il écrivit des chroniques de la première page du Figaro.
Membre de la Délégation française à la Conférence européenne en France et à l'étranger, notamment au centenaire de l'Institut Grand Ducal du Luxembourg en 1950, à la Communauté de recherche Rhin Westphalie en 1958. De 1960 à 1968, il remplit la fonction de conseiller à l’École H.E.C.-Jeunes Filles .
Il est l'auteur de publications pour la jeunesse qui ont paru pendant l'Occupation, et qui vantaient les mérites des grands scientifiques ou des grands aviateurs français.

## Publications
- Nos savants illustres. Pasteur. Alexis Carrel. Ampère. Branly et la TSF, Guilhot éditeur, collection des Grandes Figures françaises, 1943, 32 pages
- Arthur Honegger, Éditions Claude Aveline, 1926 lire en ligne sur Gallica
- L'Oratoire, Bernard Grasset, 1928[2]
- Tristan et Isolde de Richard Wagner, Éditions P. Mellottée, 1929 [3]
- Mécanique quantique et Causalité, Hermann, 1932, 18 pages
- Pierre Termier, Flammarion, 1933
- Nos as de l'aviation, Guilhot éditeur, collection des Grandes Figures françaises, 1943
- Le Véritable Humanisme, Éditions de la Revue des jeunes, 1942 ; 1944
- « Pierre Janet, 1859-1947 », Les Nouvelles littéraires, 20 mars 1947
- Pasteur, Albin Michel, 1948
- Paris, 202 héliogravures de Berthold Mahn, Arthaud, 1955